# Liste des stations de radio en Bosnie-Herzégovine
Cet article présente la liste des radios en Bosnie-et-Herzégovine.

## Radios publiques
- BH Radio 1 (en) (Radio-télévision de Bosnie-et-Herzégovine) : radio nationale
- Federalni Radio (en) (RTVFBiH) : radio régionale de la fédération de Bosnie-et-Herzégovine
- Radio Republike Srpske (RTRS) : radio régionale de la république serbe de Bosnie
- Radio Brčko Distrikt : radio locale du district de Brčko

## Autres radios
- Antena Sarajevo (en)
- FMJAM (bs)
- Oksigen FM (en)
- Radio BA (en)
- Radio BN (RTV BN (de))
- Radio Marija
- Radio Široki Brijeg (en)
- Radio Station "Mir" Međugorje (en)
- Ritam Radio (en)